# Spaghetti aglio e olio
Gli spaghetti aglio e olio sono un piatto originario della cucina povera napoletana diffuso in tutta Italia.

## Descrizione
Con "aglio e olio" si indica un condimento estremamente semplice per insaporire la pasta, generalmente lunga, in particolare spaghetti, linguine o vermicelli. 
La ricetta, di origine napoletana, vede sostanzialmente una rivisitazione in chiave povera degli spaghetti alle vongole. 
Il piatto un tempo era conosciuto anche come "vermicelli alla Borbonica" o anche come "vermicelli con le vongole fujute", quando nella versione in bianco.
Nel Lazio  è anche conosciuto come pasta dei cornuti (da non confondere con l'omonima ricetta con burro e parmigiano).
Una variante sono gli spaghetti alla carrettiera di origine siciliana.

## Procedimento
Gli spaghetti, cotti al dente, vengono conditi con un soffritto di aglio, olio e peperoncino, aggiungendo eventualmente alla fine prezzemolo tritato. Come variante si possono aggiungere alcune alici salate nella fase di preparazione dell'intingolo; oppure, prima di servire, il tutto viene "saltato" brevemente in padella per insaporire meglio.